# Republikein (dagblad)
Republikein is een Afrikaanstalig Namibisch dagblad. Het is de krant met het grootste lezersbereik in Namibië. Het hoofdkantoor bevindt zich in de hoofdstad Windhoek.

## Geschiedenis
De krant zag op 1 december 1977 als Die Republikein het licht in het toenmalige door Zuid-Afrika bestuurde Zuidwest-Afrika. Ze werd opgericht door Dirk Mudge en was bedoeld als spreekbuis voor de Republikeinse Party, een afscheuring van de Nasionale Party die pleitte voor onafhankelijkheid van Zuidwest-Afrika. Die Republikein was aanvankelijk een weekblad, dat op donderdag in Pretoria gedrukt en dan 's avonds per vrachtvliegtuig naar Windhoek gebracht werd. In januari 1978 veranderde het vluchtschema en verscheen de krant op vrijdag.
Op 28 februari 1978 werd Die Republikein met een nieuwe dinsdaguitgave een tweewekelijkse krant. Pas vanaf 3 juli 1978 vond het drukken in Windhoek plaats, weliswaar op de persen van de Duitstalige Allgemeine Zeitung. Tegelijk wordt de krant een dagblad, dat op alle werkdagen verschijnt. In maart 1983 ging men over van broadsheet- op tabloidformaat. Een nieuwe mijlpaal was de ingebruikname van een eigen drukpers, op 5 maart 1985.
In 1989 werd duidelijk dat Zuidwest-Afrika als Namibië een onafhankelijke staat zou worden. Deze nieuwe ontwikkelingen vormden de aanleiding tot het verbreken van de politieke banden met de Republikeinse Party. De aandelen van de krant werden ondergebracht bij de Democratic Media Trust, inmiddels onderdeel van de Democratic Media Holdings (DMH), waarvan Mudge de directievoorzitter is. Sindsdien vaart het dagblad een politiek onafhankelijke koers.
In de aanloop naar de millenniumwisseling veranderde de krant in 1997 haar naam in Republikein 2000. Toen in 2001 een nieuw hoofdkantoor en een nieuwe drukpers in gebruik genomen werden, kreeg ze haar huidige naam Republikein.